# XVI dinastia egípcia
A XVI dinastia egípcia está compreendida no denominado Segundo Período Intermediário, e foi uma dinastia em que o poder do Egito estava divido entre governantes hicsos. Essa dinastia coexistiu paralelamente com a XV dinastia, sendo esta, porém, composta por governantes hicsos de menor importância em Tebas e que influenciavam o Alto Egito.

## Papiro de Turim
A maioria dos nomes dos governantes são sabidos atualmente graças ao Papiro de Turim, um documento, atualmente no Museu Egípcio de Turim, que contém vários nomes de soberanos e personalidades egípcias.

## Lista de faraós
Como na maioria das dinastias anteriores a 18ª, a ordem, os nomes e a data de reinados dos soberanos são incertas.
- Seneb Kay[1][2][3][4]
- Djehuti
- Sebecotepe VIII
- Neferhotep III
- Mentuotepe VI
- Nebiriau I
- Nebiriau II
- Semenre
- Seuserenre
- Sekhemre Shedwast